# Марафон пустынных степей
Марафон пустынных степей, международное название Elton Ultra-Trail — российский ультрамарафон в дисциплине трейлраннинг, проходящий ежегодно в Волгоградской области около озера Эльтон.
До 2021 года ультрамарафон проводился в мае, а с 2021 года он проводится в августе. Перенос даты старта связан с желанием организаторов не навредить экологии Эльтона: в период весенних месяцев степь цветёт, и всё живое пробуждается к жизни.

## История
Основателем является Вячеслав Глухов из Волгограда.

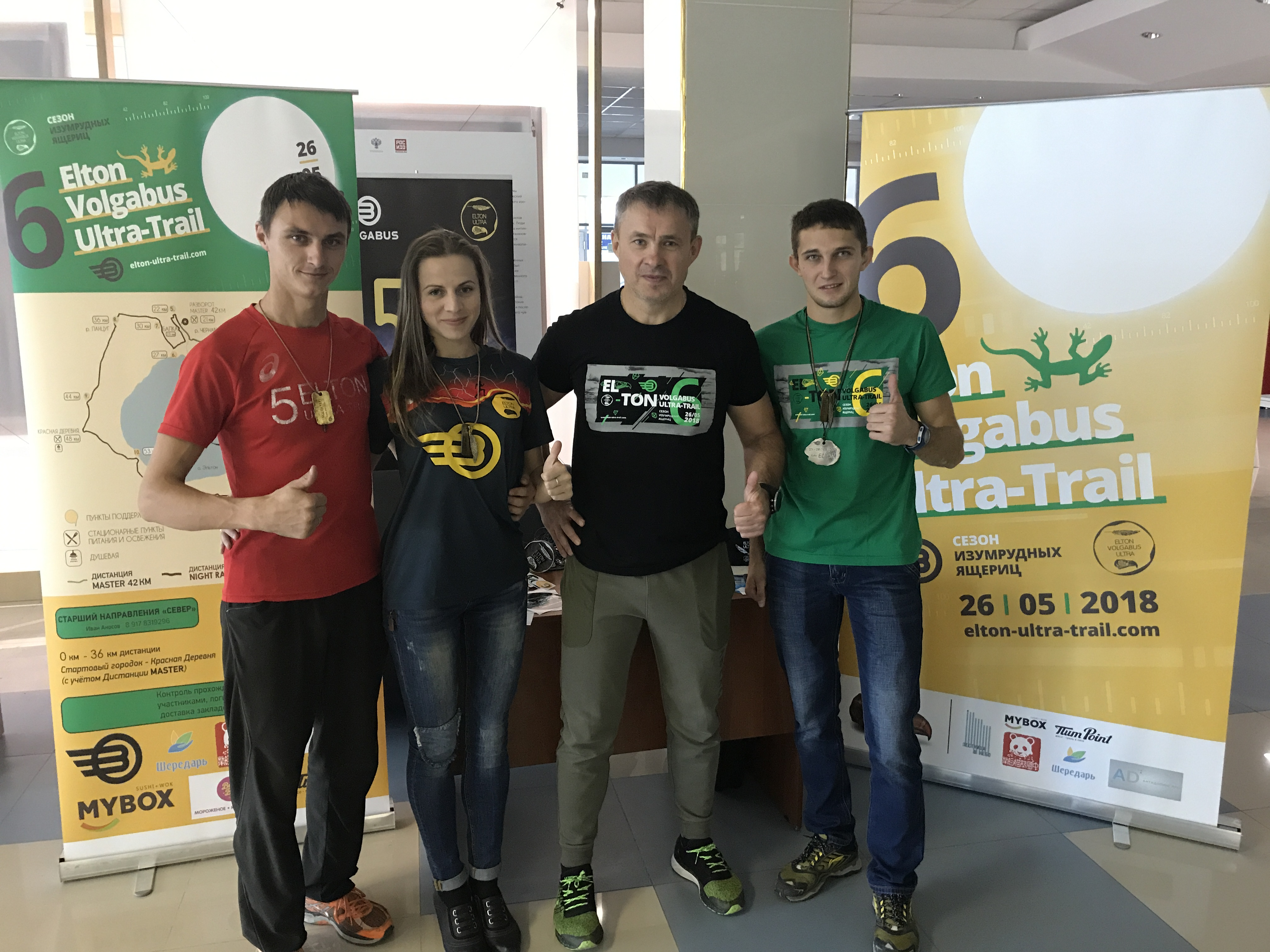
Вячеслав Глухов (второй справа), основатель Марафона пустынных степей, вместе с командой волонтеров, на стенде, 21 октября 2017 года, во время ЭКСПО полумарафона РанУралан в Элисте, Калмыкия, Россия

## Организация
Марафон был учреждён в 2014 году и проводился сначала два раза в год (в мае и октябре), с 2015 года проводится только в мае. Место проведения — территория природного парка «Эльтонский» Палласовского района Волгоградской области. В соревновании участвуют до 300 человек (до 220 на первой дистанции и до 80 на второй), вне зависимости от гражданства и места проживания. Участникам трассы предстоит преодолеть несколько затяжных подъемов, водную преграду в виде ручья и серию поворотов посреди пустынного ландшафта.
В прошлом марафон делился на дисциплины «лайт» (28 км), «мастер» (56 км) и «ультра» (100 км). По состоянию на 2017 год марафон включает в себя две дисциплины: Master 38 (бег на 38 км) и Ultimate 100 Miles (бег на 100 сухопутных миль). Для каждой из дисциплин есть своё обязательное и рекомендуемое снаряжение. Обязательным для обеих дисциплин снаряжением является рюкзак (или его эквивалент), запас воды на старте (от 0,5 до 1,5 л), головной убор, телефон с заряженной батареей, номер телефона экстренной помощи и промежуточного судьи, солнцезащитные очки и солнцезащитный крем. Помимо этого, обязательным снаряжением на дистанции Ultimate 100 Miles являются: налобный фонарь с запасными батареями, задний мигающий фонарь, кружка, х/б или шерстяные носки, спасательное покрывало, свисток. К рекомендуемому снаряжению для обеих дисциплин относятся устройство для поддержки приёма GPS-сигнала, необходимое для навигации при отклонении от маршрута, и запасная батарея для телефона. По пути участники могут посетить пункты питания и поддержки (стационарные и передвижные), где могут пообедать и отдохнуть.
Победители и призёры определяются по лучшему времени по правилам Всероссийской федерации лёгкой атлетики не только на каждой дистанции, но и в категориях «мужчины» и «женщины». Призёры получают подарки от спонсоров, абсолютные победители награждаются денежным призом (сумма делится между мужчиной и женщиной).

### Salt Ultra
Самый сложный и протяжённый маршрут Elton Ultra: 201 км. За успешное прохождение маршрута участнику начисляется 6 баллов ITRA.
Маршрут дистанции охватывает 2 круга вокруг озера Эльтон и проходит по маршрутам дистанции «Moonlight Ultra 90 km» и дистанции «Gagarin Race 21 km».
Условия допуска к регистрации на дистанцию:
- Возраст старше 21 года.
- Подтверждение опыта ультра марафонских забегов: финишировать на официальном соревновании на дистанции от 100 км за последние 18 месяцев.
- Организаторы оставляют за собой право отказать любому кандидату при регистрации на дистанцию «Salt Ultra», если не сочтут достаточным опыт подготовки кандидата или его готовность завершить эту гонку.

Пункты питания организованы в лагерях «Красная деревня» и «Стартовый городок», участникам предлагается разнообразное меню: горячие напитки и горячие питание. На территории пунктов питания организованы массаж, туалет, душ, розетки для зарядки гаджетов, и дежурство бригады квалифицированной медицинской помощи.
Старт забега: 21:00.
Лимиты времени на прохождение этапов:
- 54,5 км (КП Красная Деревня) — покинуть до 00:30 (7ч 30 мин).
- 90 км (Стартовый городок) — покинуть до 05:30 (5 ч от предыдущего КП).
- 144,5 км (КП Красная деревня) — покинуть до 13:00 (07 ч 30 мин от предыдущего КП).
- 201 км — финишировать до 21:00 следующего дня (08 ч от предыдущего КП).

Общее контрольное время — 28 часов. Участники, не сумевшие финишировать в течение контрольного времени, получают в итоговом протоколе статус DNF («do not finished», «не финишировал»).

### Master 38 km (архив)
Архивный маршрут, не используется в текущих забегах. Маршрут Master 38 проходит от базового лагеря «Стартовый городок» вдоль озера Эльтон до устья солёных рек Чернавки и Хара, где участники совершают разворот и возвращаются к базовому лагерю. Лимит преодоления дистанции составляет 7 часов, к участию допускаются спортсмены не моложе 18 лет (других ограничений нет). Участники проводят выборочную проверку своего снаряжения перед стартом. На дистанции есть три пункта питания: «Горячий ключ» (11 км), «На озере» (19 км) и снова «Горячий ключ» (27 км) на обратном пути.

### Ultimate 100 Miles (архив)
Архивный маршрут, не используется в текущих забегах. Маршрут Ultimate 100 Miles проходит в два круга по маркированному маршруту вокруг озера Эльтон, стартовой и финишной точкой является базовый лагерь «Стартовый городок». В лагере «Красная Деревня» по маршруту следования есть место стационарного приёма пищи, кратковременного сна спортсменов и отдыха. Лимит преодоления дистанции составляет 24 часа, к участию допускаются спортсмены не моложе 21 года, которые преодолели за последние 18 месяцев либо одну 100-км дистанцию, либо 2 и более дистанции ультрамарафона (от 50 км), либо имеющие не менее 7 квалификационных баллов ITRA. Участники проводят обязательную проверку своего снаряжения перед стартом: в случае малейшего нарушения участник может быть дисквалифицирован.

## Победители
2014 (октябрь)
- 27 км, мужчины —  Евгений Насаев (02:10:00)[4]
- 56,5 км, мужчины —  Виктор Доронин (04:33:22)[4]
- 27 км, женщины —  Елизавета Канаева (02:23:51)[4]
- 56,5 км, женщины —  Ирина Антропова (04:23:22)[4]

2015
- 28 км, мужчины —  Алексей Быстров (01:54:54)[6]
- 56 км, мужчины —  Алексей Малыхин (04:05:30)[6]
- 100 км, мужчины —  Антон Головин (07:58:07)[6]
- 28 км, женщины —  Светлана Сергеева (02:12:44)[7]
- 56 км, женщины —  Ирина Антропова (04:12:43)[7]
- 100 км, женщины —  Екатерина Андрейцева (10:19:24)[7]

2016
- 28 км, мужчины —  Виктор Доронин (02:05:00)[9]
- 56 км, мужчины —  Максим Воронков (04:05:59)[9]
- 104 км, мужчины —  Антон Самохвалов (08:50:37)[9]
- 28 км, женщины —  Софья Емельяненко (02:26:29)[9]
- 56 км, женщины —  Ирина Антропова (05:06:20)[9]
- 104 км, женщины —  Ирина Лисичкина[9]

2017
- 38 км, мужчины —  Максим Карамашев (02:33:11)
- 38 км, женщины —  Елена Лебедева (02:51:40)
- 164 км, мужчины —  Максим Воронков (14:30:11)
- 164 км, женщины —  Екатерина Андрейцева (19:08:40)